# José Azevedo
José Bento Carvalho Azevedo, conegut com a José Azevedo (Vila do Conde, 19 de setembre de 1973 és un ciclista portuguès, professional des del 1994 fins al 2008. Destacant com a escalador, es va classificar dos cops entre els deu primers del Tour de França. Va aconseguir tres Campionats nacionals en contrarellotge i també va participar en els Jocs Olímpics d'Atlanta i als de Sydney.
Un cop retirat passa a ser director esportiu de l'equip Team RadioShack.

## Palmarès
- 1993
  - Vencedor d'una etapa del Gran Premi Abimota
- 1994
  - 1r al GP Almoçageme
- 1995
  - Vencedor d'una etapa del Gran Premi Jornal de Notícias
- 1996
  -  Campió de Portugal en contrarellotge
  - 1r al GP Costa Azul
  - Vencedor d'una etapa del Gran Premi Abimota
- 1997
  -  Campió de Portugal en contrarellotge
  - 1r al Gran Premi Abimota i vencedor d'una etapa
  - Vencedor d'una etapa de la Volta a Portugal
  - 1r al GP Sport Noticias i vencedor d'una etapa
- 1998
  - Vencedor d'una etapa de la Volta a Portugal
  - 1r a la Volta a Portugal do Futuro i vencedor de 3 etapes
  - 1r al Trofeu Joaquim Agostinho i vencedor de 2 etapes
- 1999
  - Vencedor d'una etapa del Trofeu Joaquim Agostinho
  - Vencedor d'una etapa del Gran Premi Abimota
  - Vencedor d'una etapa del GP Sport Noticias
- 2000
  - Vencedor d'una etapa de la Volta a l'Algarve
  - Vencedor d'una etapa de la Volta a Astúries
  - 1r al Gran Premi Portugal Telecom
  - Vencedor d'una etapa del GP Sport Noticias
- 2001
  -  Campió de Portugal en contrarellotge
  - Vencedor d'una etapa de la Volta a l'Algarve
- 2003
  - Vencedor d'una etapa de la Volta a Alemanya
- 2007
  - Vencedor d'una etapa del Gran Premi International CTT Correios de Portugal

### Resultats al Giro d'Itàlia
- 2001. 5è de la classificació general

### Resultats al Tour de França
- 2002. 6è de la classificació general
- 2003. 26è de la classificació general
- 2004. 5è de la classificació general
- 2005. 30è de la classificació general
- 2006. 19è de la classificació general

### Resultats a la Volta a Espanya
- 1996. Abandona
- 1997. Abandona
- 2002. 34è de la classificació general
- 2003. Abandona
- 2005. No surt (13a etapa)